# ایلیا میخلیف
ایلیا میخلیف (اوکراینی: Ілля Русланович Міхальов؛ زادهٔ ۳۱ ژوئیهٔ ۱۹۹۰) بازیکن فوتبال اهل اوکراین است.
از باشگاه‌هایی که در آن بازی کرده‌است می‌توان به باشگاه فوتبال آق‌تپه، باشگاه فوتبال توسنو، باشگاه فوتبال متالورگ دونتسک، باشگاه فوتبال شاختار دونتسک، باشگاه فوتبال خیمکی، باشگاه فوتبال نفتخیمیک نیژنکامسک، باشگاه فوتبال آمکار پرم، باشگاه فوتبال لوچ ولادی‌وستوک، و باشگاه فوتبال کارپاتی لویو اشاره کرد.
وی همچنین در تیم‌های ملی فوتبال Ukraine national under-17 football team, Ukraine national under-18 football team، و زیر ۲۱ سال اوکراین بازی کرده‌است.